# Gamla vattentornet, Lidköping

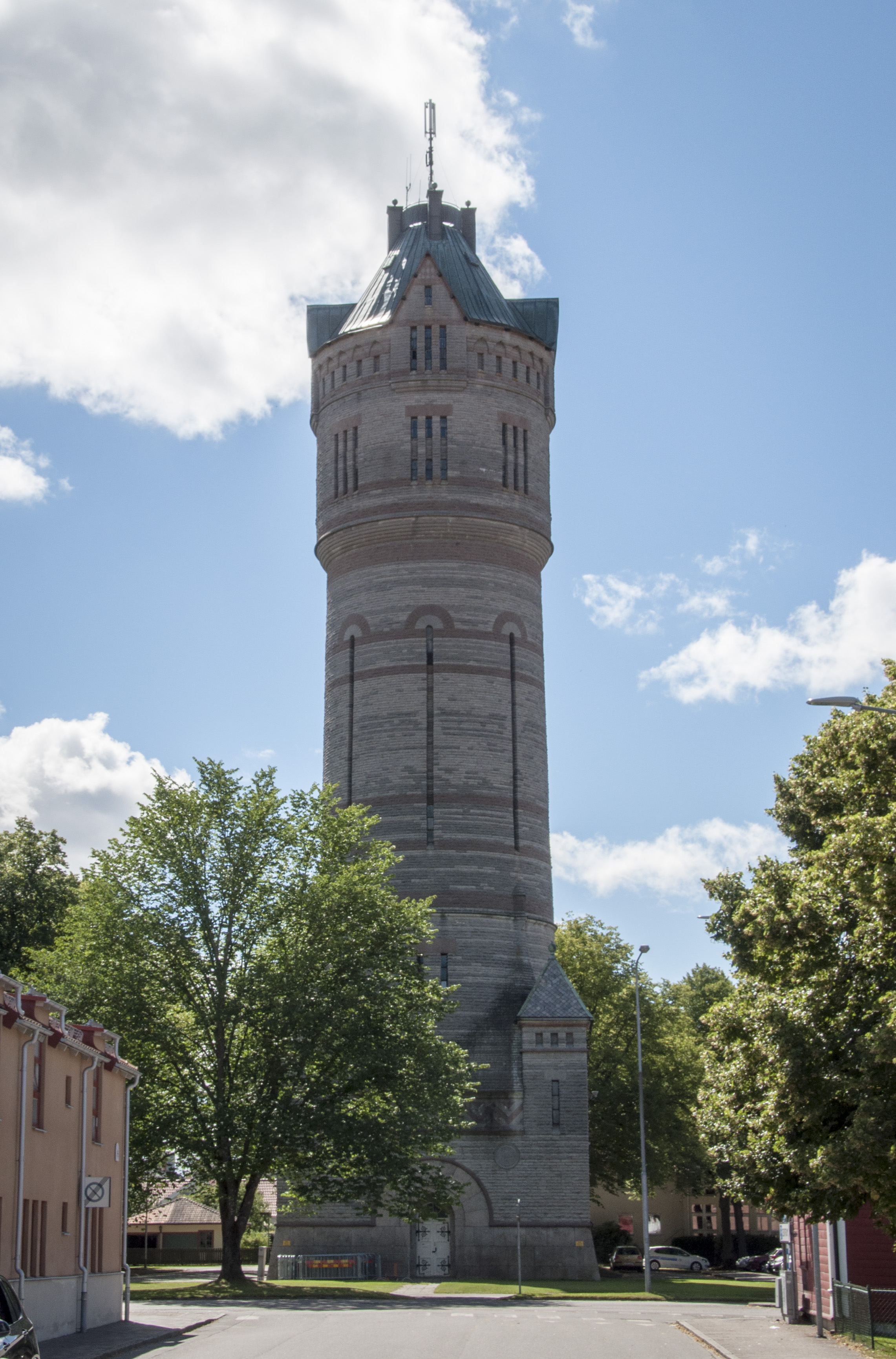
Gamla vattentornet i Lidköping

Lidköpings gamla vattentorn uppfördes 1899–1902 enligt ritningar av arkitekten Ernst Torulf.
Tornet är grundlagt på 1 156 träpålar som neddrevs till berget. Grundplattan göts av betong. Själva tornet är byggt av kinnekullekalksten från Råbäcks mekaniska stenhuggeri och var verksamhetens största beställning någonsin. Leveranserna omfattade 920 ton kalkstenkvadersten, 670 kvadratmeter nubbsten, solbänkar, lister, friser, valvsten samt en del finare stenhuggeriarbeten.
Tornet togs ur bruk 1967, då ett nytt vattentorn stod färdigt på Lidåkersområdet. Det intilliggande maskinhuset byggdes sedermera om till missionskyrka enligt arkitekt Janne Feldts ritningar.